# أندرو إبستاين
أندرو إبستاين (بالإنجليزية: Andrew Epstein)‏ هو مهندس ولاعب كرة قدم أمريكي في مركز حراسة المرمى، ولد في 31 يوليو 1994 في فورت كولنز في الولايات المتحدة. لعب مع Stanford Cardinal men's soccer ‏.

## وصلات خارجية
- أندرو إبستاين على موقع الدوري الأمريكي (الإنجليزية)
- أندرو إبستاين على موقع قاعدة بيانات كرة القدم.إي يو (الإنجليزية)